# Baghmara
Baghmara ist eine Stadt im indischen Bundesstaat Meghalaya. Sie befindet sich nahe der Grenze zu Bangladesch.
Die Stadt ist Hauptort des Distrikts South Garo Hills. Baghmara hat den Status eines Municipal Board. Die Stadt ist in 13 Wards gegliedert. Sie hatte am Stichtag der Volkszählung 2011 13.131  Einwohner, von denen 6700 Männer und 6431 Frauen waren. Christen bilden mit einem Anteil von über 84 % die Mehrheit der Bevölkerung in der Stadt. Hindus bilden eine Minderheit von ca. 14 %. Die Alphabetisierungsrate lag 2011 bei 89,8 % und damit deutlich über dem nationalen Durchschnitt. 85,1 % der Einwohner gehören den Scheduled Tribes an. Die Mehrheit der Bevölkerung gehört den Garo an.

## Söhne und Töchter der Stadt
- Salseng C. Marak (1941–2024), Politiker des Indischen Nationalkongresses